# Lone Gunmen
Lone Gunmen es el tercer episodio de la primera temporada de la serie estadounidense de drama y ciencia ficción, Arrow. El episodio fue escrito por los creadores de la serie y productores ejecutivos Greg Berlanti, Andrew Kreisberg y Marc Guggenheim y dirigido por Guy Norman Bee. Fue estrenado el 24 de octubre de 2012 en Estados Unidos por la cadena CW. En Latinoamérica, Warner Channel estrenó el episodio el 5 de noviembre de 2012.
Cuando alguien mata a uno de los objetivos de Oliver, busca a la persona responsable, que resulta ser un hombre con el alias de Deadshot y descubre que Walter podría ser uno de los objetivos de este hombre. Mientras tanto, Laurel y Tommy se ven atrapados en una situación incómoda.

## Argumento
Oliver sigue la pista de otro millonario de su lista (James Holder), pero antes de que pueda obtener las respuestas que quiere el hombre es asesinado por un asesino a sueldo conocido como Deadshot. Inicialmente, la policía sospecha que el vigilante, a quien se refieren como "el encapuchado", es el responsable del asesinato, pero la evidencia comienza a demostrar que él no lo mató. Oliver decide construir un nuevo club por encima de su escondite para explicar a dónde va por la noche. De visita en el club que será su competencia, Oliver encuentra a Thea, quien le revela que Laurel y Tommy durmieron juntos durante su ausencia. Laurel sospecha de Oliver cuando él no reacciona a la noticia como debería hacerlo.
Mientras tanto, Oliver descubre verdadera identidad del asesino: Floyd Lawton (quien ya había matado a otro millonario llamado Carl Rasmussen), y pide la ayuda de la detective Lance para detenerlo de asesinar a más de los ricos, cuando cree que su próximo objetivo podría ser Walter y que atacará durante una gala. Oliver se las arregla para parar a Deadshot, matándolo en el proceso, pero Diggle es herido durante el enfrentamiento. Oliver se ve obligado a revelar su verdadera identidad a John con el fin de salvarle la vida. En otro flashback, se revela que el arquero que atacó a Oliver estaba tratando de ayudarlo. Oliver se escapa de la cueva donde el hombre lo mantuvo cautivo, pero es perseguido por un grupo desconocido de hombres armados.

## Elenco
- Stephen Amell como Oliver Queen.
- Katie Cassidy como Dinah Laurel Lance.
- Colin Donnell como Tommy Merlyn.
- David Ramsey como John Diggle.
- Willa Holland como Thea Queen.
- Susanna Thompson como Moira Queen.
- Paul Blackthorne como el detective Quentin Lance.

## Continuidad
- El episodio marca la primera aparición de Floyd Lawton/Deadshot, Yao Fei, Alexi Leonov y Felicity Smoak.
- Diggle se convierte en la primera persona en saber la verdadera identidad del Vigilante.

## Desarrollo

### Producción
La producción de este episodio comenzó el 19 de julio y terminó el 27 de julio de 2012.

### Casting
El actor Michael Rowe fue contratado para interpretar a Deadshot, mientras que la actriz Emily Bett Rickards fue reclutada para dar vida a Felicity Smoak, ambos personajes forman parte del universo de DC Comics.

### Filmación
El episodio fue filmado del 20 de julio al 8 de agosto de 2012.

## Recepción

### Recepción de la crítica
Jesse Schedeen critica positivamente el episodio, calficándolo como grandioso, dándole una puntuación de 8.2 y diciendo: "Arrow continúa mejorando mientras Deadshot se acerca a Oliver", añadiendo: "La serie ya ha introducido un montón de rostros familiares del reparto de Green Arrow alterados drásticamente de cómo aparecen en los cómics. Era sólo cuestión de tiempo antes de que el show empezara a girar su atención a otros héroes y villanos de DC". Schedeen continúa diciendo: "El Deadshot visto aquí sólo llevaba un parecido superficial con el que se hizo popular por los cómics, pero el problema con Deadshot fue simplemente que estaba poco desarrollado. El episodio nunca se molestó en explicar la motivación de Floyd para el tatuaje los nombres de sus víctimas en su cuerpo y ciertamente tenía un aura de frescura para él, y me decepcionó que los escritores no lo dejan abierto para un aspecto de vuelta, pero al menos sirvió su propósito en cuanto a proporcionar a Ollie un reto esperado, más allá de los empresarios de su lista". Sobre la sobre dinámica entre los personajes, apuntó: "El episodio también hizo algunos progresos notables. Diggle es un foco importante en esta ocasión, pero aprendimos un poco más sobre su vida familiar con problemas y llegamos a ver Dig servir como una especie de voz sin sentido de la razón en la vida de Ollie y ciertamente se volverá alguien muy necesario para él y debemos esperar que se una a su cruzada pronto. Aparte de Dig, varios otros personajes secundarios disfrutar buenos momentos en este episodio: Llegamos a ver los primeros pasos del Detective Lance hacia una sociedad con el Justiciero. Incluso Tommy Merlyn tenía una fuerte escena o dos. Hemos visto una visión de una personalidad mejor, más humano bajo el playboy exterior. También hubo una sorprendente énfasis en Moira y sus intentos para convertirse en una figura materna más fuerte. Es difícil saber qué hacer con su personaje en este momento", y finaliza diciendo: "En general "Lone Gunmen", fue una mejora en la fórmula establecida en el episodio piloto. Dicho esto, algunas cualidades molestos persisten. Hay momentos en que los escritores no parecen tener mucho respeto por la inteligencia del espectador, hay muchos casos en los que los personajes explican los detalles que ya son tan claro como el día. Arrow está haciendo muchas cosas bien por el momento y constantemente está siendo mejorada, pero de alguna manera, la narración y presentación aún podrían pulirse".

### Recepción del público
El episodio fue visto por 3.51 millones de espectadores, recibiendo 1.1 millones entre los espectadores entre 18-49 años.